# Пико-Басиле
Пи́ко-Басиле́ (исп. Pico Basilé), ранее Пико-де-Санта-Исабель (исп.  Pico de Santa Isabel) — высшая точка государства Экваториальная Гвинея. Это малоактивный вулкан, расположенный на острове Биоко. У северного подножья находится столица государства — город Малабо. С вершины Пико-Басиле в ясную погоду хорошо видно побережье Африканского континента, находящееся на расстоянии 55 км,  и соседний вулкан Камерун, до которого 80 км. Вершина является частью Национального парка Пико-Басиле, созданного в апреле 2000 года. Остров Биоко, вместе с расположенными на нём вулканами, сформировался вдоль геологического разлома Камерун, простирающегося от Камеруна на юго-запад, в Атлантический океан (Камерунская линия). В отличие от вулканов на трёх других островах линии, Пико-Басиле активен, последнее извержение произошло в 1923 году.
Флора и фауна Пико-Басиле и Биоко в целом похожи на флору и фауну горных районов соседних Камеруна и Нигерии, но встречаются и эндемичные виды.
Пик вместе с островом был впервые обнаружен в 1472 году португальским исследователем Фернаном ду По, который искал путь в Индию.
Первые восхождения на гору были совершены англичанами в 1827—1828 годах в рамках экспедиции Оуэна. Первое официальное задокументированное восхождение было совершено в 1839 году британцем Джоном Бикрофтом, который позже был губернатором острова. Вулкан представляет собой наклонное плато, ограниченное с северо-запада и юго-востока изрезанными крутыми склонами, покрытыми тропическими лесами. С северо-востока на вершину горы проложена грунтовая дорога. Вершина представляет собой кратерное поле с несколькими небольшими кратерами. Здесь расположена вещательная передающая станция для RTVGE (Radio Television Guinea Ecuatorial) и коротковолновая релейная станция для различных сетей связи.
По горе назван национальный парк Пико Базиль на острове Биоко.